# Heute blau und morgen blau
Heute blau und morgen blau ist eine deutsche Filmkomödie von Harald Philipp aus dem Jahr 1957, deren Hauptrollen mit Paul Dahlke, Gerty Godden, Marina Orschel, Elmar und Fritz Wepper sowie Roland Kaiser, Hans Reiser, Hans Moser und Rudolf Platte besetzt sind.

## Handlung
In der beschaulichen Kleinstadt Lieberich engagiert sich Stadtrat Hugo Bunzel mit seiner Frau Elfriede aktiv im „Verein zur Bekämpfung der Trunksucht“ und versucht alles, um den Alkohol aus dem öffentlichen Leben zu verbannen. Besonders ärgert es ihn, dass Bürgermeister Jakob Selbach seit längerer Zeit eine Ortsumgehungsstraße verhindert, da die LKW, die Lieberich durchfahren und bei Hugo für wackelnde Lampen und bröckelnden Putz sorgen, nicht zuletzt Jakobs Gasthaus mit Hochprozentigem versorgen. Eines Tages erhält Hugo die Mitteilung, dass sein Bruder Wilhelm verstorben ist. Hugo soll zur Testamentseröffnung nach Mainz kommen, glaubt aber, Schulden geerbt zu haben, war es doch einst wegen Wilhelms Liebe zum Alkohol und seiner Tätigkeit als Schnapsvertreter zum Bruch zwischen den Brüdern gekommen. In Mainz erfährt Hugo, dass Wilhelm am Ende Kommerzienrat war und durch den Verkauf seiner Sektkellereien ein Vermögen gemacht und hinterlassen hat. Die Erbschaft in Höhe von einer Million Mark geht an Hugo – jedoch zu einer Bedingung: Er soll einen Monat lang jeden Tag drei Flaschen Sekt trinken, wobei er seinen normalen Tagesablauf nicht verändern und niemandem etwas vom Testament und den Bedingungen berichten darf. Zunächst lehnt Hugo ab, entscheidet sich dann jedoch dafür, um langfristig seinen drei Söhnen Dieter, Hermann und Klaus sowie Tochter Lilo eine sorgenfreie Zukunft bieten zu können. Ihm wird der junge Werner Ott zur Seite gestellt, der den täglichen Sektverzehr protokollieren soll.
Hugo bringt Werner unter einem Vorwand in seinem Haus unter. Der erste Sekt wird heimlich im Heimatmuseum Lieberichs zu sich genommen und führt zu einem heftigen Rausch und am nächsten Tag zu einem noch stärkeren Kater. Dennoch schafft es Hugo, die ersten vier Wochen ohne größere Zwischenfälle zu meistern. Elfriede macht sich jedoch mit der Zeit Sorgen um seinen Gesundheitszustand, würde er doch gelegentlich schwanken und schwer reden. Hausarzt Dr. Schluck stellt fest, dass in solchen Fällen bei Antialkoholikern täglich eine halbe Flasche Sekt hilfreich wäre und verschreibt sie Hugo. Heimlich bestellt Elfriede nun einige Sektflaschen im Handel und sieht dabei Werner Ott, der die tägliche Ration von drei Flaschen Sekt für Hugo kauft. Sie vermutet nun, dass Werner Alkoholiker sei, und Hugo bestätigt dies. Er habe Werner nur in sein Haus geholt, um ihn zu bekehren. Als „Pflegefall“ wird Werner nun auch für Hugos Tochter Lilo interessant, die sich in ihn verliebt. Dies ist Bürgermeister Jakob gar nicht recht, plant er doch die Hochzeit von Lilo und seinem Sohn Wilfried, um Hugo auf seine Seite zu ziehen. Jakob weiß nicht, dass Wilfried sich längst in Evi, die Tochter des stadtbekannten Trinkers Hasenbein, verliebt hat.
Der Beginn der „Krankenbehandlung“ mit Sekt führt dazu, dass Hugo spontan sechs Flaschen auf einmal austrinkt und Dr. Schluck die Behandlung abbricht. Stattdessen verschreibt er Niederwalder Heilsprudel. Hugo füllt diese Flaschen heimlich mit Sekt, um weiterhin täglich unentdeckt seine drei Flaschen zu konsumieren. Der umgefüllte Niederwalder Heilsprudel sorgt beim nächsten Treff des „Vereins zur Bekämpfung der Trunksucht“ für ausgelassene Stimmung und einen begeisterten Hasenbein, der sich spontan zum Antialkoholismus bekehren lässt. Beim großen Winzerfest von Lieberich einen Tag vor der Testamentsvollstreckung kommt es zum Eklat, als die betrunkenen Vereinsmitglieder das Fest stürmen und Hugo aus Versehen das große Abschlussfeuerwerk entzündet. Auch Lilo ist betrunken, wollte sie doch endlich einmal merken, was Werner jeden Tag so durchmacht. Jakob wiederum will Lilo endlich zur Heirat zwingen und sie und Sohn Wilfried gemeinsam in den Weinkeller sperren, erwischt jedoch Wilfried und Evi. Seine große Ansage, mit Öffnung des Weinkellers für die erzwungene Hochzeit zweier Liebender sorgen zu wollen, sorgt für Begeisterung bei Hasenbein, da Evi nun die Schwiegertochter des Bürgermeisters wird. Jakob jedoch ist erschüttert. Der Tag endet auch für die Bunzels schlecht: Als Hugo sein eigenes Geld aus seinem Arbeitszimmer wirft, wird er festgenommen, da Jakob glaubt, er habe Staatsgelder veruntreut. Jegliche Versuche, Hugo im Gefängnis die letzten drei Flaschen Wein zuzustecken, schlagen fehl. Hugo wird schließlich genau zu der Zeit entlassen, in der das Testament in Kraft tritt. Dr. Schluck ist verpflichtet, ihm Blut abzunehmen und den Alkoholgehalt zu prüfen. Zwar nimmt Dr. Schluck aus Versehen Elfriede Blut ab, doch hat auch sie keinerlei Alkohol im Blut, sodass Hugo kein Erbe von Wilhelms Vermögen wird. In dem Fall tritt eine neue Testamentsverfügung in Kraft, die Hugo nicht bekannt war: Die Million wird nun zu gleichen Teilen an Hugos vier Kinder gehen und Lieberich feiert ausgelassen den ersten Millionär des Ortes.

## Produktion

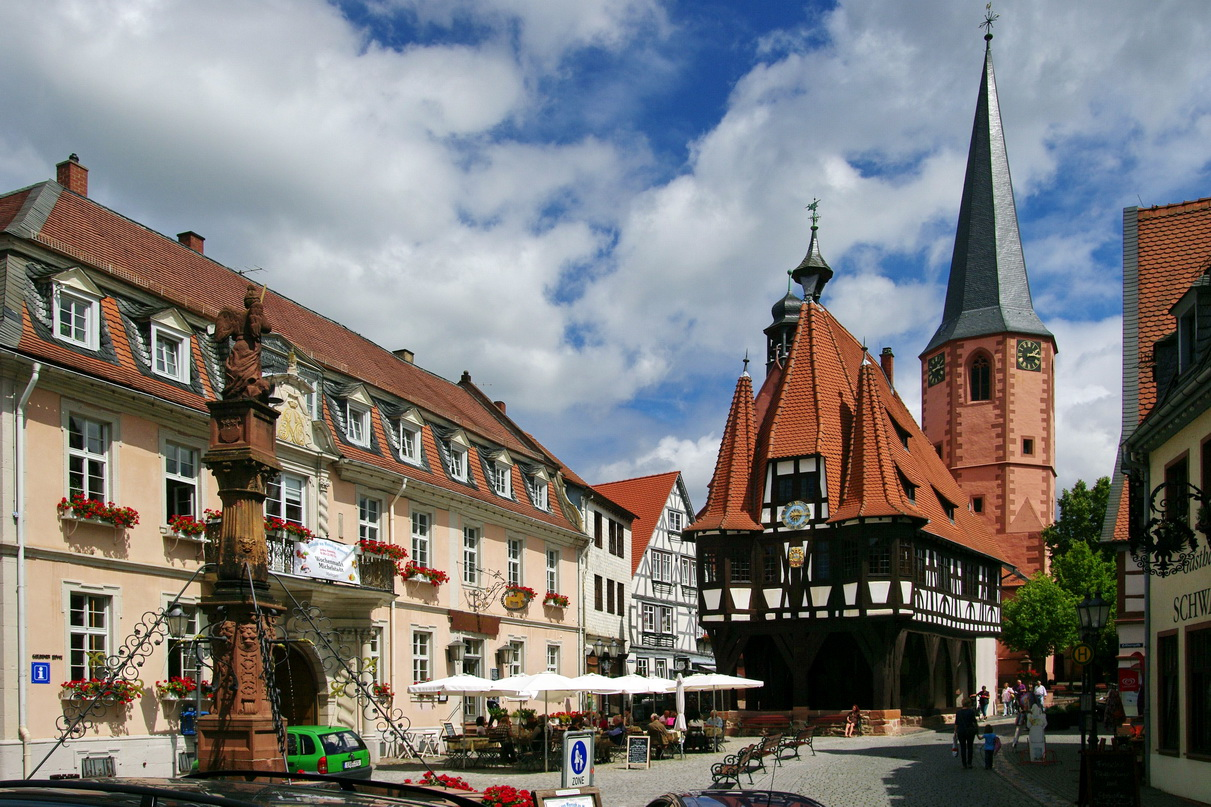
Das Rathaus in Michelstadt (Mitte) und das Touristikbüro (links), Drehorte des Films

Der Film wurde von der Produktionsfirma KG Divina GmbH & Co. hergestellt. Die Firma gehörte Ilse Kubaschewski, die zugleich Inhaberin des Erstverleihs Gloria-Film GmbH & Co. Filmverleih KG war. 
Die Atelieraufnahmen entstanden im Divina-Studio Baldham, die Außenaufnahmen wurden in Michelstadt im Odenwald gedreht. Das heutige Touristikbüro am Marktplatz 1 diente im Film als Gasthaus Zum fröhlichen Jakob, während das Michelstadter Rathaus auch im Film das Rathaus darstellte. 
Die Kostüme schuf Claudia Herberg, die Filmbauten stammen von Hans Berthel. 
Das Titellied Heute blau und morgen blau von Maria Kloth und Franz Wendhof wurde vom Golgowsky-Quartett gesungen. Zu hören ist zudem Hannelore Cremer mit dem Lied Seit du da bist. Außerdem singen das Cornel-Trio und Die Sunnies. Weitere Lieder im Film sind Wer soll das bezahlen? und Man kann auf einem Bein nicht steh’n.
Es war der erste Film von Elmar Wepper, der hier mit seinem Bruder Fritz Wepper vor der Kamera stand.
Der Film erlebte am 27. Dezember 1957 gleichzeitig im Union in Darmstadt sowie in den Aurelia Lichtspielen in Baden-Baden seine Uraufführung und kam drei Tage später in die deutschen Kinos. In Österreich lief der Film unter dem Titel Eine verrückte Familie in den Kinos an.
Am 11. Juli 2016 gab die Icestorm Distribution GmbH den Film auf DVD heraus.

## Kritik
Für den film-dienst war Heute blau und morgen blau eine „anfangs durch subtile Mittel zum Schmunzeln anregende, schließlich aber in lauten Klamauk und altbackene Witze umschlagende Komödie mit Gratiswerbung für die Sektindustrie“.
Der Kritiker Falk Schwarz konnte dem Film nicht das Geringste abgewinnen und führte aus: „Wenn jemand sich jedoch blöd zum Affen macht, dann ist das ein Trauerspiel. Das gilt im vorliegenden Falle für Rudolf Platte. Er torkelt, er schwankt und wankt durch den Film, ohne jemals nachzulassen und überzieht so maßlos, dass klar wird: sein Talent zum Komischsein reicht hier nicht. Niemand gebot ihm offenbar Einhalt. Das gilt in diesem Falle auch für Paul Dahlke – immerhin einstmals als Madeleines Ehemann in Käutners ‚Romanze in Moll‘ außergewöhnlich – torkelt hier unkomisch durch den Asservatenkeller des Rathauses mit seinem Wirtschaftswunderbauch und glaubt allen Ernstes, dass irgendjemand hier lachen würde.“ Schwarz kritisierte insbesondere das Team Flatow/Hachfeld, das sich „den allergrößten Absturz“ zuzuschreiben habe. Hier hätten sie sich „um Kopf und Hirn“ geschrieben. „Keine Ironie, keine Selbsterkenntnis, kein doppelter Boden.“ Im Film gebe es „nicht einen einzigen Dialogfetzen, der vielleicht ein Schmunzeln wert gewesen“ sei. „Einfallslosigkeit“ regiere den Film. Niemand habe sich „Mühe gegeben“. Abschließend bezog sich Schwarz auf den österreichischen Filmtitel ‚Eine verrückte Familie‘. Das Adjektiv beschreibe den Film. „Mülltonne!“